# Maisières
Maisières is een dorp in de Belgische provincie Henegouwen, en een deelgemeente van de Waalse stad Bergen.
Van 1868 toen het afgesplitst werd van Nimy-Maisières  tot de gemeentefusies in 1977 was Masières een zelfstandige gemeente.
Het is grotendeels op haar grondgebied, en voor een kleiner deel op dit van de voormalige gemeentes Casteau en Masnuy-Saint-Jean, dat in 1967 het hoofdkwartier van de organisatie SHAPE (Supreme Headquarters Allied Powers Europe) kwam te liggen, bij zijn verhuizing  uit Rocquencourt in Frankrijk.
De plaats is gelegen aan de rand van de Henegouwse Kempen.

## Etymologie
De naam Maisières vindt zijn oorsprong in het Latijnse woord "maceriae", dat muur, opeenstapeling van stenen, betekent.

## Bezienswaardigheden
- De Sint-Martinuskerk (Église Saint-Martin) is een neogotisch kerkgebouw van 1852.
- Het Château Vilain XIIII
- Het Château de la Poudrière werd gebouwd in 1830 voor de directeur van de in 1822 opgerichte buskruitfabriek.
- De Moulin Vilain XIIII is een windmolenrestant. Deze grondzeiler werd omstreeks 1845 gebouwd. Eind 19e eeuw werd de molen onttakeld en cilindrisch verhoogd om als watertoren te fungeren. Omstreeks 2005 werd het -toen vervallen- gebouw gerenoveerd tot woning.

## Natuur en landschap
Maisières ligt aan het Centrumkanaal en kent veel infrastructuur. In het noorden en oosten vindt men reliëfrijke bossen. De hoogte aan de kerk bedraagt 39 meter.

## Economie
Maisières kende zandsteengroeven die al vanaf 1447 in gebruik waren. Ook silex werd gewonnen, voor de productie van vuursteen, voor in vuurwapens.
Maisières kende een buskruitfabriek en een militair terrein waar zich in 1967 een NAVO-hoofdkwartier (SHAPE) vestigde.

## Demografische ontwikkeling
- Bronnen:NIS, Opm:1831 tot en met 1970=volkstellingen

## Burgemeesters
- 1868-1888 Auguste Cornet d'Elzius, aldaar overleden (in zijn kasteel)[1]
- 1896-1932 Adrien Vilain XIIII, aldaar overleden

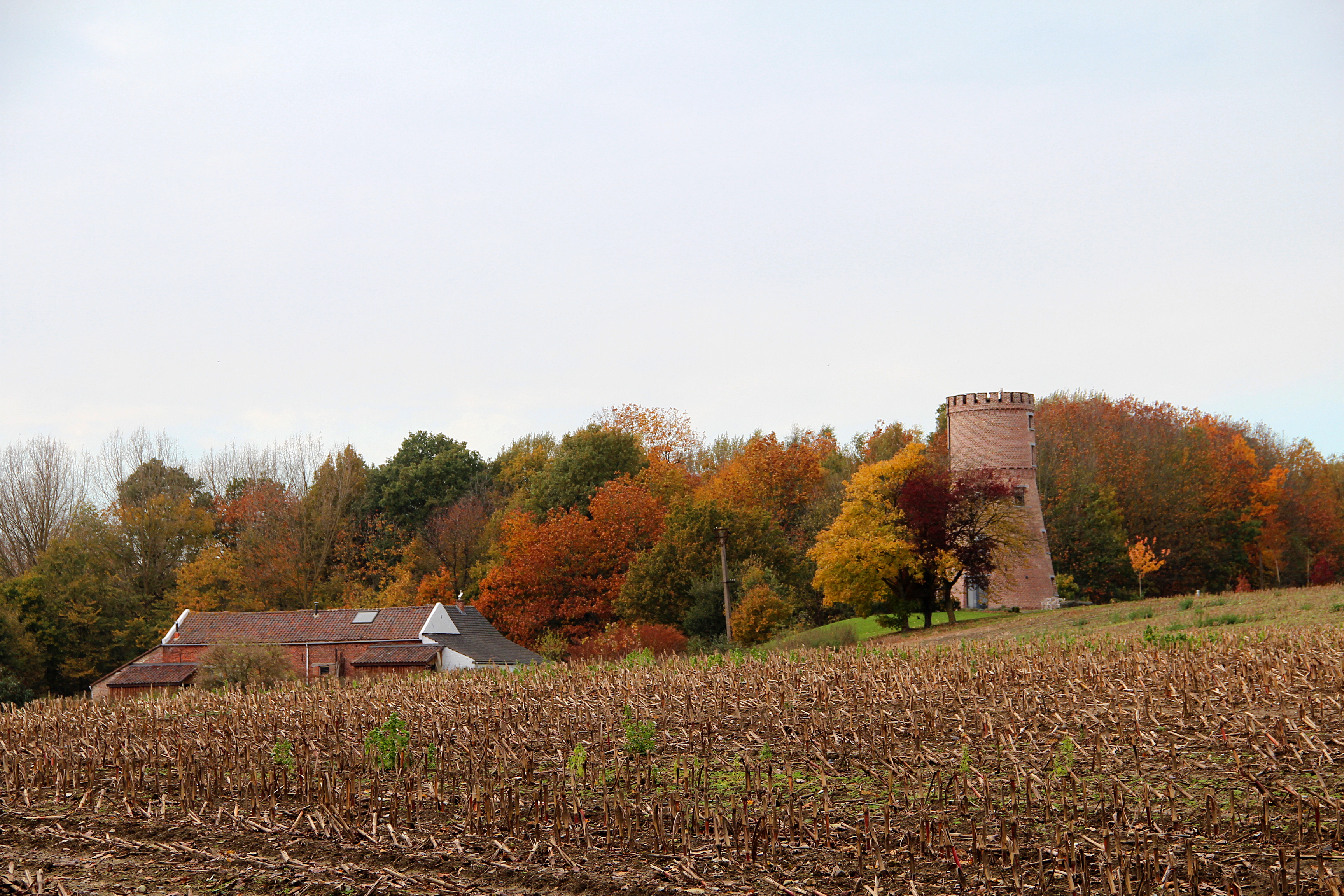
De boerderij "Du Bois" en het bos "Vilain XIIII".
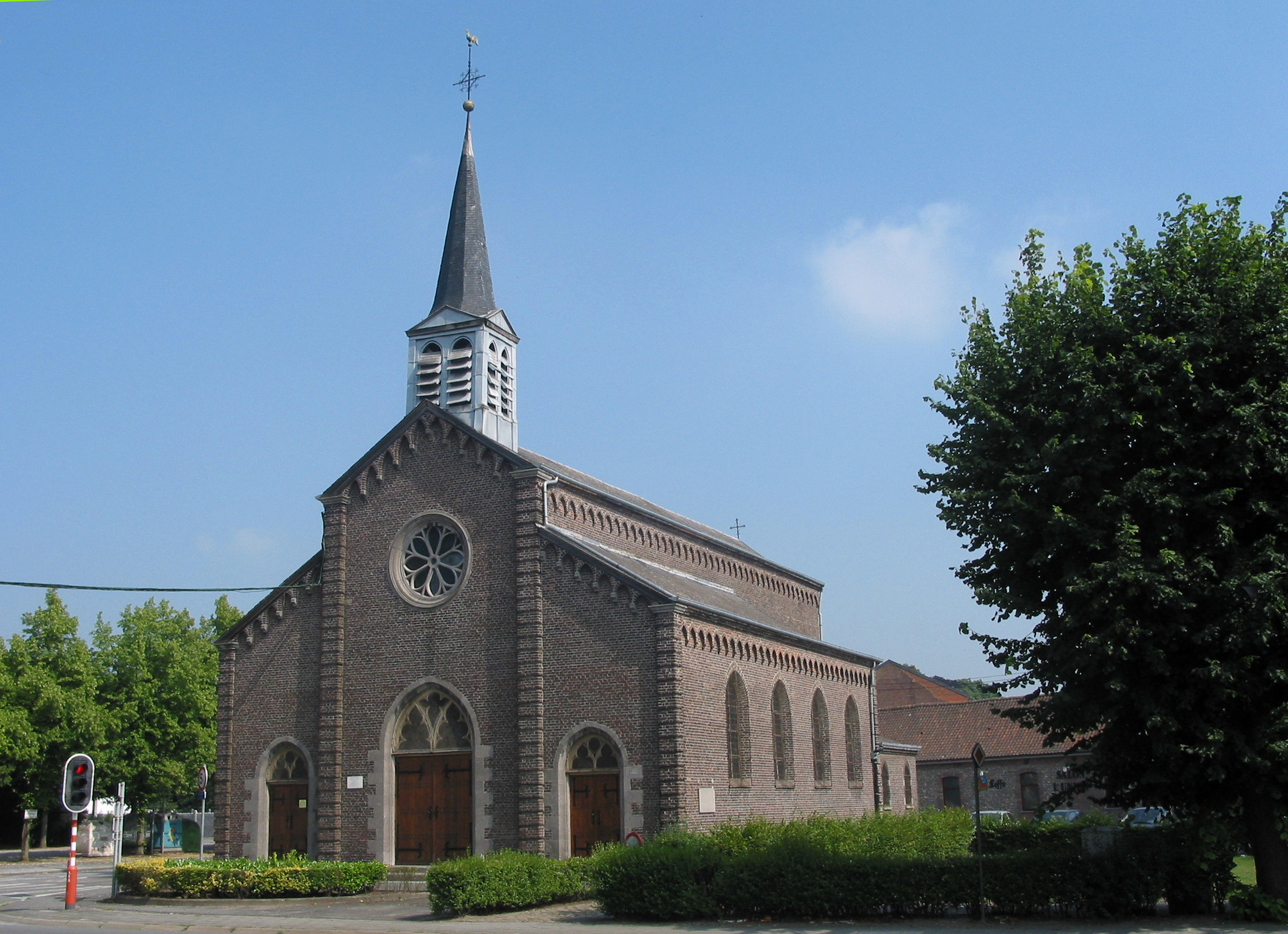
De Sint-Martinuskerk (1852).

## Nabijgelegen kernen
Nimy, Obourg, Casteau, Masnuy-Bruyères